# Dufourea arkeuthos
Dufourea arkeuthos là một loài Hymenoptera trong họ Halictidae. Loài này được Ebmer mô tả khoa học năm 2004.